# Ziemia Scoresby’ego
Ziemia Scoresby’ego (duń. Scoresby Land) – region Grenlandii w środkowej części jej wschodniego wybrzeża, obejmujący nasadę dużego półwyspu, którego wschodnia część nosi nazwę Ziemi Jamesona. Na zachód od niej leży Ziemia Króla Chrystiana X.
Obejmuje ją Park Narodowy Grenlandii. Na Ziemi Scoresby’ego leży duńska placówka wojskowa Mestersvig. Od północy Fiord Króla Oskara oddziela ją od dużej wyspy Traill. Ziemia ta została nazwana na cześć Williama Scoresby’ego, brytyjskiego podróżnika i badacza Grenlandii.